# Emanuele Bindi
Emanuele Bindi (Pistoia, 7 ottobre 1981) è un ex ciclista su strada italiano, professionista dal 2006 al 2011 (eccetto il 2010). Pur ottenendo numerose vittorie fra i dilettanti, non riuscì ad imporsi in nessuna competizione fra i professionisti; partecipò a due edizioni della Vuelta a España.

## Palmarès
- 2003 (San Paolo-Saeco-Pratesi/Under-23)

5ª tappa Ruban Granitier Breton (Lannion > Douarnenez)
Gran Premio Comune di Cerreto Guidi
- 2004 (G.S. Finauto Yomo Sport Team/Elite)

Coppa Caduti - Puglia di Arezzo
Circuito di Cesa
- 2005 (G.S. Grassi-Marco Pantani/Elite)

G.P. Calzifici e Calzaturifici Stabbiesi
Giro del Pratomagno
Trofeo Martiri dell'Oreno
G.P. Coop Levane
G.P. Confezioni Santini Ardelio
Gran Premio Comune di Cerreto Guidi

## Piazzamenti

### Grandi Giri
- Vuelta a España

2008: 129º
2009: 128º

### Classiche monumento
- Milano-Sanremo

2009: 149º